# Соденьга
Со́деньга (Содельга) — река в Устьянском районе на юге Архангельской области, левый приток реки Устья (бассейн Ваги).

## География
Берёт начало в болотистой местности, юго-восточнее деревни Верховская. Протекает по территории Устьянского района Архангельской области. Течёт с юго-востока на северо-запад. Длина реки 53 км, площадь бассейна 391 км². В среднем течении на 4 км автодороги «Костылево — Тарногский городок» находится мост через Соденьгу. В верхнем течении реку пересекает мост автодороги «Маренинская — Спасская». Питание смешанное, с преобладанием снегового. Половодье с апреля по июнь. Замерзает во 2-й половине октября — ноябре, вскрывается во 2-й половине апреля — 1-й половине мая. Высота устья — 57 м над уровнем моря.

## Населённые пункты на реке
- Павлицево
- Прокопцевская (Заслоново)
- Кустовская (Куст)
- Малодоры
- Спасская
- Подгорная
- Якушевская
- Маренинская
- Малышкинская
- Верховская

## Притоки (км от устья)
- 6 км: река Берёзовец
- 9 км: ручей Содмец
- 21 км: река Роврова
- 31 км: река Руза
- 46 км: река Милькома